# کفایة الاصول
کفایة الاصول در کنار فرائد الاصول یا همان رسائل شیخ انصاری از مشهورترین آثار شیعه در علم اصول فقه در قرن چهاردهم قمری است. این کتاب در کنار مکاسب شیخ انصاری، یکی از دو ماده امتحانی مجلس خبرگان رهبری است.

## نویسنده
نویسنده این اثر آخوند خراسانی از مراجع تقلید شیعه و از بزرگ‌ترین عالمان علم اصول فقه شیعه و نیز از رهبران انقلاب مشروطه است.

## سال تألیف و زبان اثر
سال تألیف کفایه الاصول ۱۳۲۱ قمری است و به عربی نوشته شده‌است.

## چاپ، شرح و ترجمه اثر
کفایه در زمان زندگی آخوند خراسانی چندین بار چاپ شد و تاکنون این کتاب به زبان عربی، بیش از صد بار چاپ شده‌است و بیش از پانصد شرح و تعلیقه بر آن نوشته شده‌است.
همچنین این اثر به فارسی، اردو، زبان انگلیسی و زبان ژاپنی ترجمه شده‌است.

## معرفی کتاب
کفایة الاصول آخرین متن درسی علم اصول در دوره سطح حوزه‌های تشیع است که در آن آخرین یافته‌های آخوند خراسانی در علم اصول به سبک کلاسیک و نو مطرح شده‌است. این کتاب حاصل مغز متفکری است که هم به معقول و هم به منقول نظر داشته‌است. موضوعات این کتاب به یک مقدمه و دو قسمت عمده تقسیم شده‌است:
1. مباحث الفاظ؛
2. مباحث ادله عقلی. مقدمه شامل سیزده امر است؛ چون: تعریف و موضوع علم اصول و وضع و اقسام آن، خبر و انشا، علائم مجاز و حقیقت، اطلاق لفظ و اراده نوع یا مثل، حقیقت شرعی، صحیح و اعم، اشتراک لفظی و مشتق و متعلقات.[نیازمند منبع]

## خصوصیت
کفایة الاصول که معمولاً به اختصار کفایه خوانده می‌شود، در دوره سطوح عالی حوزه و بعد از کتاب اصول الفقه از محمدرضا مظفر و رسائل شیخ انصاری خوانده می‌شود و متن کتاب درس خارج اصول بسیاری از علما نیز است. شیوه این کتاب ایجاز و اختصار بسیار است. با این کتاب تحولی در ساختار اصول فقه ایجاد می‌شود.

## ساختار
مؤلف در این اثر مباحث اصول فقه را در ۴ بخش مباحث الفاظ، امر و نهی، مباحث عقلیه و شکوک نوشته‌است و پس از این کتاب تمامی کتب اصول فقه طبق این تقسیم‌بندی نوشته شده‌اند (به جز مواردی چون حلقات شهید صدر).

## نسخه دستنویس مؤلف
نسخه اصلی کفایه الاصول که به خط آخوند خراسانی است در کتابخانه مجلس شورای اسلامی نگه داشته می‌شود و توسط میرزا احمد کفایی (فرزند سوم آخوند خراسانی) به کتابخانه هدیه شده‌است.